# مدينة الحق (طاقة)
مدينة الحق منطقة سكنية تقع في ولاية طاقة، التابعة لمحافظة ظفار وهي منطقة جبلية من ضمن الحزام الاخضر في سلسلة جبال القرا في سلطنة عمان. يقدر عدد سكانها بـ 916 نسمة حسب إحصاء عام 2010 التابع للمركز الوطني للإحصاء والمعلومات الحكومي. رمز المنطقة هو 20240155.

## الوصلات الخارجية
- المركز الوطني للإحصاء والمعلومات، سلطنة عمان